# Siphonochilus
Genre
Classification APG II (2003)

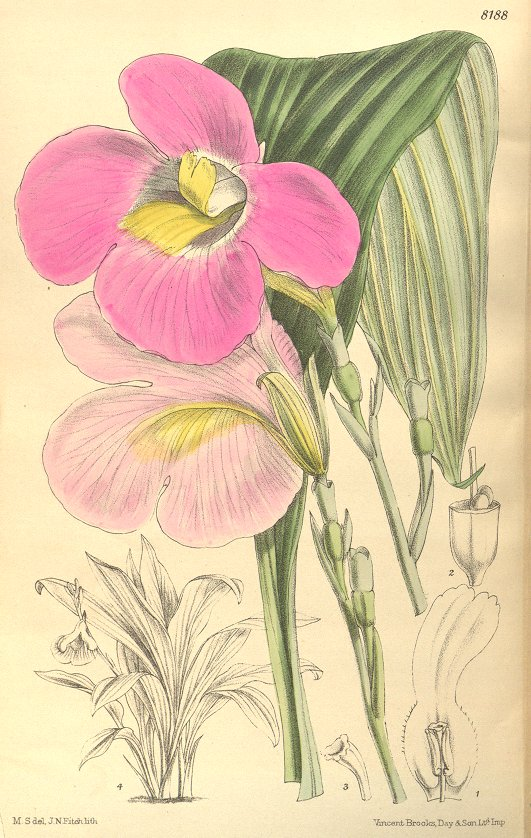
Siphonochilus kirkii.

Siphonochilus est un genre d'une dizaine d'espèces de plantes herbacées de la famille des Zingiberaceae qui poussent en Afrique tropicale et australe.
La première description du genre Siphonochilus a été faite en 1911 par John Medley Wood & Millicent Franks (épouse Flanders) dans le "Naturalist" de "Port Elisabeth".

## Liste d'espèces
Selon World Checklist of Selected Plant Families (WCSP) (19 sept 2011) :
- Siphonochilus aethiopicus (Schweinf.) B.L.Burtt (1982)
- Siphonochilus bambutiorum A.D.Poulsen & Lock (1999)
- Siphonochilus brachystemon (K.Schum.) B.L.Burtt (1982)
- Siphonochilus kilimanensis (Gagnep.) B.L.Burtt (1982)
- Siphonochilus kirkii (Hook.f.) B.L.Burtt (1982)
- Siphonochilus longitubus Lock (2010)
- Siphonochilus nigericus (Hutch. ex Hepper) B.L.Burtt (1982)
- Siphonochilus parvus Lock (1991)
- Siphonochilus pleianthus (K.Schum.) Lock (2010)
- Siphonochilus puncticulatus (Gagnep.) Lock (2010)
- Siphonochilus rhodesicus (T.C.E.Fr.) Lock (1984)

## Espèces aux noms synonymes, obsolètes et leurs taxons de référence
Selon World Checklist of Selected Plant Families (WCSP) (15 sept 2011) : 
- Siphonochilus carsonii (Baker) Lock, (1984) = Siphonochilus kirkii (Hook.f.) B.L.Burtt, (1982).
- Siphonochilus decorus (Druten) Lock, (1999) = Siphonochilus kirkii (Hook.f.) B.L.Burtt, (1982).
- Siphonochilus evae (Briq.) B.L.Burtt, (1982) = Siphonochilus aethiopicus (Schweinf.) B.L.Burtt, (1982).
- Siphonochilus natalensis (Schltr. & K.Schum.) J.M.Wood & Franks, (1911) = Siphonochilus aethiopicus (Schweinf.) B.L.Burtt, (1982).